# Hypenodes bicolor
Hypenodes bicolor là một loài bướm đêm trong họ Erebidae.